# RADIO KING.
RADIO KING.（ラジオ・キング）は、NBCラジオで、2020年4月4日から2023年3月25日まで放送されていたラジオ番組。放送時間は毎週土曜日9:00 - 11:35。

## 概要
現在進行形を意味する英語の「ing」を一つのキーワードにしながら、若者の視点からコミュニケーションがはじめていくことをモチーフとしている。
前番組の『土曜はギューッと』は佐賀と長崎を結んでの生放送であったが、当番組は佐賀からの単独放送となっている。2021年9月末までは、一部時間帯は佐賀と長崎で各局別となる時間帯があったが、10月よりradikoの配信エリアに佐賀県が追加されたことで全編共通放送がなされることとなった。

## 出演者
パーソナリティ
- 德丸英器（とくまる・えいき） - シンガーソングライター、タレント、ロックバンドSKUNK SHOT BOOSTERのヴォーカル
- 青木理奈（あおき・りな） - タレント

リポーター
- みか - NBCラジオカーレポーター「スキッピー」の佐賀エリアを担当
- 小野原睦、古川小奈加、杉永ひかる - NBCラジオカーレポーター「スキッピー」の長崎エリアを持ち回りで担当

## 歴史
- 青木は2015年4月より『おはこんラジオ』の後継ぎとなった『ここ・らじ』でよしのがり牟田のパートナーとして出演を開始。
- 2017年4月、德丸が登場。青木はそのまま金曜日へ移動し、『ここ・らじ　金曜日「ヴィセオ」』を2人で担当する。
- 2018年4月、『ここ・らじ』に代わり『ただいま、ラジオ。』の放送を開始。金曜日はそのままスライドする形で担当。
- 2020年4月、長らく放送された『まちこさんと岡本くんの土曜はギューッと』の後番組として当番組が開始される。